# Moon Impact Probe

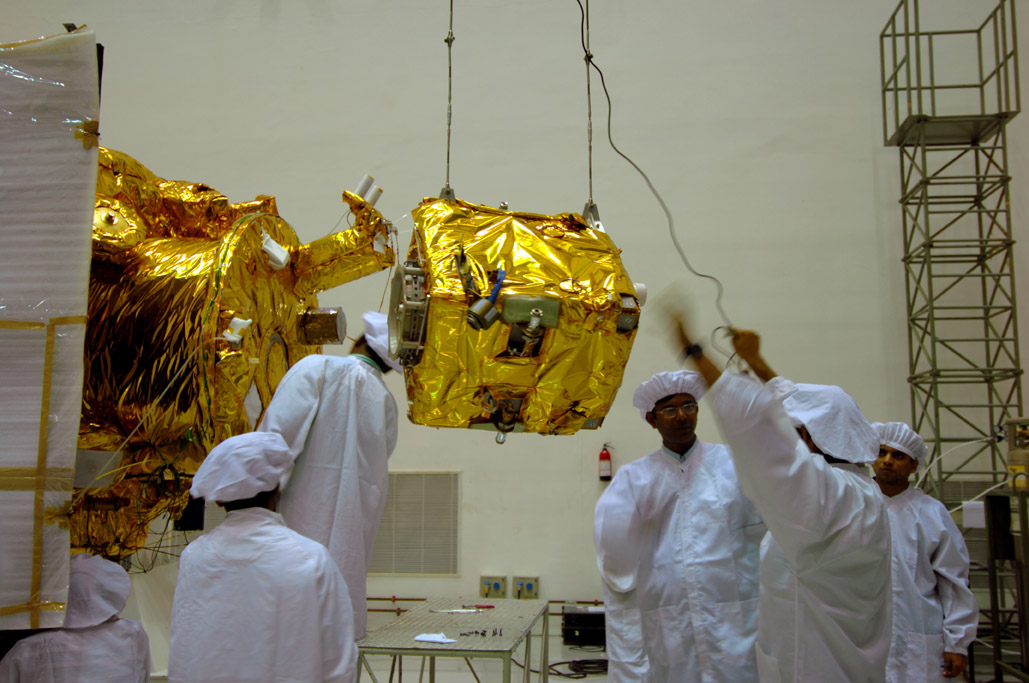
Moon Impact Probe інтегрується з орбітальним апаратом «Чандраян-1».

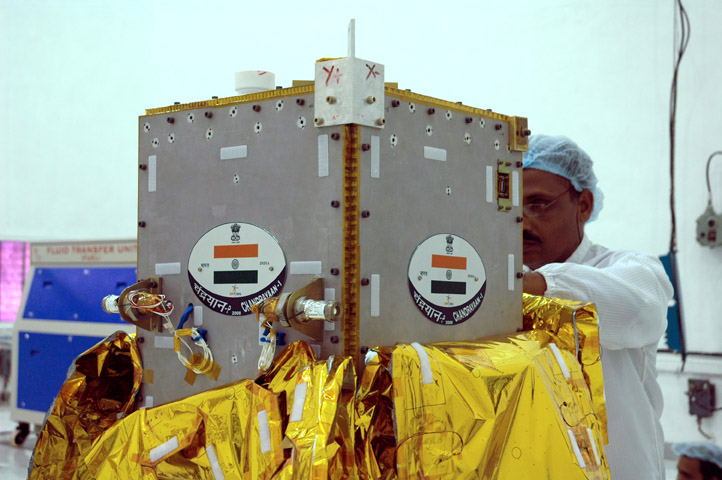
Moon Impact Probe працює перед інтеграцією з орбітальним апаратом.

Moon Impact Probe (MIP) — ударний зонд, який був розроблений Індійською організацією космічних досліджень (ISRO) і випущений місячним орбітальним апаратом дистанційного зондування «Чандраян-1», який, своєю чергою, був запущений 22 жовтня 2008 р. на борту модифікованої версії ракети-носія Polar Satellite Launch Vehicle. Він виявив наявність води на Місяці.
Зонд Moon Impact Probe відокремився від «Чандраян-1», що обертався навколо Місяця, 14 листопада 2008 року, 14:36:54 UTC, і після майже 25 хвилин здійснив жорстку посадку, як і заплановано, біля краю кратера Шеклтон. Завдяки цій місії ISRO стало п'ятим національним космічним агентством, яке досягло поверхні Місяця. Іншими країнами, національні космічні агентства яких робили це раніше, були колишній Радянський Союз у 1959 році, Сполучені Штати у 1962-му, Японія у 1993-му та країни-члени ЄКА у 2006 році.

## Історія
Зонд був створений за пропозицією колишнього президента Абдула Калама, який вважав, що оскільки орбітальний апарат «Чандраян» уже наблизився до Місяця, місія матиме більше наукового значення, якщо включити зонд. Він вважав, що Місяць не можна залишити кільком країнам і що Індія не повинна залишатися позаду. The Times of India також повідомляла про політичні мотиви колишнього президента Абдула Калама:
Він вірив, що якщо це буде зроблено, Індія зможе завжди претендувати на частину Місяця.
Водночас The Indian Express повідомила, що Калам сказав:
Жодна нація не може претендувати на Місяць як на свою власність. Ресурси Місяця повинні бути спільною власністю, і це є однією з цілей місії на Місяць.

## Цілі місії
Основними цілями MIP були продемонструвати технології для досягнення певного місця на Місяці, кваліфікація технологій, необхідних для будь-яких майбутніх місій з м'якою посадкою, і наукове дослідження Місяця з близької відстані безпосередньо перед зіткненням.

## Конфігурація та корисне навантаження
MIP мав три інструменти:
- Радарний висотомір, який виміряв висоту зонда під час спуску та надав інформацію про відповідні технології для майбутніх посадкових місій. Робочий діапазон частот становив 4,3 ГГц ± 100 МГц.
- Система відеозображення, яка допомогла отримати зображення поверхні Місяця з близької відстані під час спуску та перед ударом. Система відеозображення складалася з аналогової ПЗС-камери.
- Корисне навантаження на основі мас-спектрометра[en] CHACE дозволило виміряти слідові складові атмосфери Місяця під час спуску. Цей прилад був квадрупольним мас-спектрометром[en] з роздільною здатністю за масою 0,5 а. о. м. і чутливістю до парціального тиску порядку 1,3×10−11 паскалів.

Зонд використовував алюмінієву стільникову структуру, на яку було встановлене корисне навантаження. Зонд був прикріплений до орбітального апарата за допомогою системи розділення з кульковим замком, яка відкинула апарат від «Чандраян». Твердопаливний двигун для спуску з орбіти зіштовхнув апарат з місячної орбіти, а двигуни орієнтації на твердому паливі були запущені, щоб стабілізувати орієнтацію, що дозволило системі зображення захопити профіль зниження.
Зовнішня поверхня зонда мала чотири анодовані алюмінієві пластини овальної форми розміром 120 мм × 180 мм, на яких було зображення індійського прапора разом із гербом Індії та словами Satyameva Jayate. Ці пластини були прикріплені до кожної з чотирьох вертикальних сторін зонда. Згідно зі специфікаціями ISRO, ці пластини повинні були витримувати діапазон температур від −50 до 150 °C.

## Хронологія місії
Індія запустила космічний корабель «Чандраян-1», використовуючи модифіковану версію PSLV C11 22 жовтня 2008 року з космічного центру Сатіша Дхавана, Шріхарікота, Андхра-Прадеш, о 06:22 за IST (00:52). UTC).
Місячний зонд відокремився від «Чандраян-1» в 102 км кругової полярної орбіти навколо Місяця, о 20:06 IST 14 листопада 2008 р. Після відокремлення він спочатку запустив обертові ракети, а потім ракетний двигун сходження з орбіти, щоб зійти з орбіти на поверхню Місяця. Під час зниження MIP постійно надсилав інформацію на орбітальний апарат «Чандраян-1», який, своєю чергою, передавав інформацію на Землю. Після 25-хвилинного зниження він зіткнувся з Місяцем о 20:31 за IST 14 листопада 2008 року зі швидкістю 1,69 км/с (приблизно 6100 км/год). Він врізався в кратер Шеклтон на південному полюсі Місяця, поблизу точки 89°33′ пд. ш. 122°56′ зх. д. / 89.55° пд. ш. 122.93° зх. д., о 20:31 14 листопада 2008 року.

## Відкриття води
25 вересня 2009 року ISRO оголосила, що MIP виявив воду на Місяці під час його спуску безпосередньо перед ударом. Це оголошення зробили після того, як 24 вересня 2009 року журнал Science оголосив про відкриття води за допомогою корисного вантажу НАСА Moon Mineralogy Mapper, який перевозився на борту «Чандраян-1». MIP виявив воду на Місяці раніше, ніж НАСА Moon Mineralogy Mapper. Оголошення про це відкриття не робили, поки НАСА не підтвердило його.

## Розташування та найменування місця падіння
Приблизне місце падіння зонда (89°46′ пд. ш. 39°24′ зх. д. / 89.76° пд. ш. 39.40° зх. д.) в Індії було назване Джавахар Стал на честь першого прем'єр-міністра Індії, з річницею народження якого випадково збіглася подія. Назву запропонував Абдул Калам на честь бачення, яке мало вирішальне значення для створення INCOSPAR, а пізніше ISRO.
Початкове розташування пізніше уточнено до зверненого до Землі схилу сполучного хребта між кратерами Шеклтон і Де Жерлаш поблизу координат (89°33′ пд. ш. 122°56′ зх. д. / 89.55° пд. ш. 122.93° зх. д.) зіставленням зображень з камери MIP з мозаїкою зображень головної оптичної камери Lunar Reconnaissance Orbiter.